# John Irvin
John Irvin (Newcastle upon Tyne, 7 maggio 1940) è un regista britannico.

## Biografia
Esordì alla regia con I mastini della guerra (1981) con Christopher Walken, proseguendo con vari film tra cui Codice Magnum (1986) con Arnold Schwarzenegger, Hamburger Hill: collina 937 (1987), Robin Hood - La leggenda (1991), L'esercizio del potere (1991) con Donald Sutherland, Tre vedove e un delitto (1994), Un mese al lago (1995), La spirale della vendetta (1997) con Harvey Keitel, Battaglia all'inferno (1998), Shiner  (2000), noir britannico con Michael Caine, e L'educazione fisica delle fanciulle (2005) con un cast quasi totalmente femminile comprendente Jacqueline Bisset e gli italiani Enrico Lo Verso, Eva Grimaldi, Galatea Ranzi, Urbano Barberini e Silvia De Santis.

## Filmografia

### Regista
La Talpa, BBC, 1979
- I mastini della guerra (1980)
- Storie di fantasmi  (Ghost Story) (1981)
- Champions (1984)
- Tartaruga ti amerò (1985)
- Codice Magnum (1986)
- Hamburger Hill: collina 937 (1987)
- Vendetta trasversale (1989)
- L'esercizio del potere (1990)
- Robin Hood - La leggenda (1991)
- Freefall - Caduta libera (1994)
- Tre vedove e un delitto (1994)
- Un mese al lago (1995)
- La spirale della vendetta (1997)
- When Trumpets Fade (1998)
- Battaglia all'inferno (1998)
- Shiner (2000)
- Il quarto angelo (2001)
- I ragazzi di Clare (2003)
- L'educazione fisica delle fanciulle (2005)
- E lucean le stelle (2007)
- The Garden of Eden (2008)
- Mandela's gun (2016)